# فريدي كروغر
فريدي كروغر (بالإنجليزية: Freddy Krueger)‏ هو شخصية خيالية ظهرت في أفلام الرعب من سلسلة كابوس في شارع إلم. كان أول ظهور له في كابوس في شارع إلم عام (1984) للمخرج ويس كرافن، كان شخصاً مشوهاً يهاجم في الأحلام ويستخدم قفازاً مسلحاً بشفرات حادة ليقتل ضحاياه في أحلامهم، ما يؤدي في النهاية إلى موتهم في العالم الحقيقي. ومع ذلك، كلما أتى للعالم الحقيقي، يكون لديه قابلية للإصابة مثل أي إنسان عادي.
أفلام فريدي كروغر من تأليف ويس كرافن مثل الدور روبرت انجلند منذ الظهور الأول. لكن في إعادة صناعة 2010 قام بتمثيل دور كروغر الممثل الذي رشح لجائزة الأوسكار جاكي ايرل هالي وظهر أيضًا في لعبة "Mortal Kombat" الجزء التاسع

## أفلامه
لهذه الشخصية 8 أفلام حتى الآن، صدر آخرها في مارس 2010. مثّل دور فريدي في هذه الأفلام الممثل Robert Englund، أما في الفيلم الجديد، فقد مثّل الدور الممثل Jackie Earl Haley.

## ملبسه
يرتدي فريدي في أفلامه قفازات المخلب التي لها أظافر صنعت من سكاكين. وهي خطيرة جداً يقتل الناس بها. استخدم نفس القفازات في 7 من أفلامه، وفي الفيلم الأخير شكّلها طبقا للشائعات المروعة.
غالباً ما تكون ملابس فريدي متسخة وممزقة وقديمة، لونها أحمر وأخضر مكونة سترة وبنطال. ويرتدي قبعة بنية قديمة.

## وصلات خارجية
- فريدي كروغر في قاعدة بيانات الأفلام على الإنترنت
- A Nightmare on Elm Street (2010) Official site
- The Nightmare on Elm Street Companion